# Lost in Paradise (Evanescence)
Lost in Paradise è un singolo del gruppo musicale statunitense Evanescence, pubblicato il 25 maggio 2012 come terzo estratto dal terzo album in studio Evanescence.
Il brano è stato scritto dalla frontwoman Amy Lee e prodotto da Nick Raskulinecz. Un'anteprima della canzone fu pubblicata su MTV News il 15 luglio 2011. Musicalmente, la canzone è una ballata rock che inizia con il piano, i violini e la voce della Lee prima che la band entri a metà canzone. Il testo è stato ispirato dalle lotte nella vita della Lee. La Lee ha anche dedicato questa canzone ai suoi fan, per scusarsi della lunga assenza, e ha anche spiegato che il testo parla delle difficoltà trovate nel ritrovare gli Evanescence.
La canzone ha ricevuto generalmente riscontri positivi dai critici musicali, che hanno lodato la voce e l'accompagnamento del piano della Lee, evidenziando il brano come uno dei migliori dell'album. Seguendo le vendite digitali di Evanescence, la canzone si è piazzata al 99º posto nella classifica americana Billboard Hot 100 e al 9º posto nella Official Rock & Metal Chart. Si è inoltre piazzata ai posti 39 nella Schweizer Hitparade e 89 nella Billboard Canadian Hot 100. La band ha anche aggiunto il brano nella scaletta del loro terzo tour mondiale.

## Descrizione

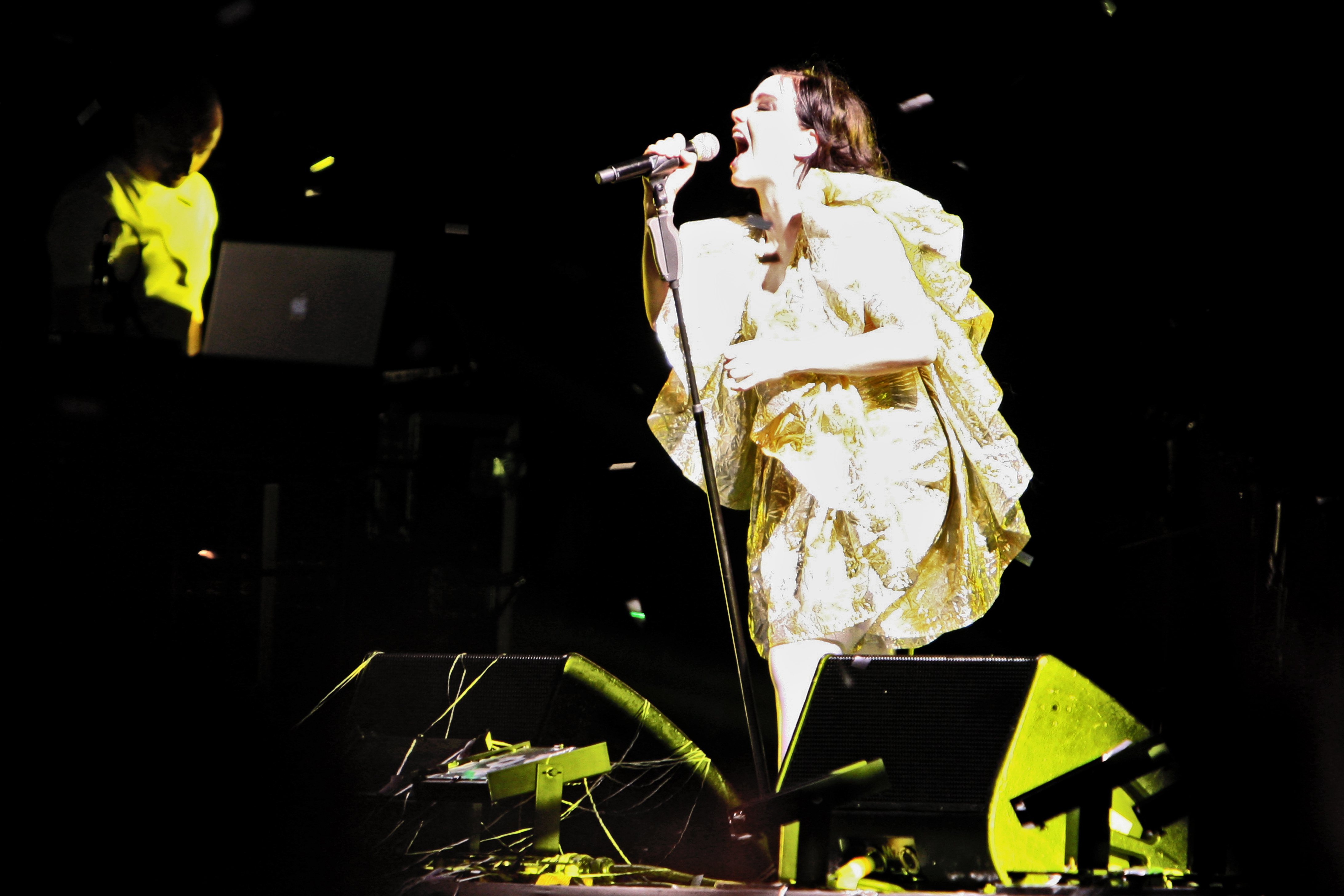
Lost in Paradise è stata ispirata da Jóga (1997) di Björk (nella foto)

Lost in Paradise è stata scritta da Amy Lee durante la produzione gestita da Nick Raskulinecz. La canzone è stata registrata al Blackbird Studio di Nashville, Tennessee nel 2011. Un'anteprima della canzone, prima dell'uscita dell'album, fu pubblicata su MTV il 15 luglio 2011. Durante un'intervista, Lee disse: 
Lee andò nei Toronto's Liberty Studios il 22 agosto per presentare cinque canzoni registrate di Evanescence davanti a un pubblico selezionato di 30 persone. Lost in Paradise fu una delle cinque. Durante un'intervista con Fuse nel maggio del 2012, la band ha rivelato che la canzone sarebbe stata il terzo singolo insieme alla realizzazione di un video musicale. Allo stesso tempo, due altre canzoni dell'album, "Made Of Stone" e "The Other Side" saranno trasmesse alle radio rock.

### Composizione
Lost in Paradise è una ballata rock sinfonico, piano e power, ispirata dall'amore che la Lee prova per gli Evanescence e dalle riflessioni personali sulle lotte del suo passato. Ha rivelato che, dopo aver deciso di prendere una pausa, ha passato molto tempo con suo marito a fare cose normali nella sua vita, ma si sentiva ancora come se non fosse "intera". Invece, si sentiva persa e le mancava il suo lavoro con la band e il processo di scrittura. Dopo, ha deciso di scrivere la canzone per chiedere scusa ai suoi fan per essere stata lontana per così tanto tempo. Dopo un inizio con il piano e la voce della Lee, la canzone si costruisce lentamente, "stratificandosi su appassionanti violini, timpani risonanti e, a metà canzone, su assordanti corde di chitarra" come affermato da James Montgomery di MTV News. James Montgomery di MTV News affermò che la canzone aveva somiglianze con la canzone "Jóga" (1997) dell'artista islandese Björk, cosa confermata dalla Lee: "È una canzone che mi ispira molto. L'ascolto un sacco di volte da una vita. E per me, Björk, ciò che crea il suo stile sono i violini, gli elementi orchestrali, e quella passione che crea.... ti fa sciogliere il cuore. Questo mi ispira totalmente e quella canzone mi ha ispirata". Tom Goodwyn di NME ha trovato somiglianze tra Lost in Paradise e My Immortal, una canzone del primo studio album della band, Fallen, "prima che fosse registrata di nuovo con quello scoppio massiccio di chitarre".

### Esibizioni dal vivo
La band ha aggiunto Lost in Paradise alla scaletta del loro terzo tour mondiale. Mentre recensiva una performance della canzone, Rick Florino di Artistdirect affermò "Parlando di prodezza vocale, la Lee raggiunge un livello leggendario durante 'Lost In Paradise'. Seduta al piano al centro del palco, fa un ingresso con una melodia luccicante e struggente, un amo ipnotico. Spogliato di ogni magnificenza e circostanza, il talento della Lee ti pietrifica. Appena la canzone si è costruita, la band entra arricchendo l'eterna ballata con un peso distinto". Insieme a "Bring Me To Life", la canzone fu suonata nella performance della band con un'orchestra live al Premio Nobel per la pace a Oslo, Norvegia, l'11 dicembre 2011.

## Pubblicazione
Quello di Lost in Paradise è l'ultimo singolo commerciale estratto dall'omonimo album della band, nonché l'ultimo ad essere stato pubblicato sotto la Wind-up Records il 25 maggio 2012. Questo è quello che dichiarò Amy sulla pubblicazione del singolo qualche giorno dopo: 

## Accoglienza
La canzone ha ricevuto generalmente riscontri positivi dai critici contemporanei. James Montgomery di MTV News ha scritto che la canzone è "senza dubbio epica e categoricamente cruda, una canzone che riesce a sembrare sia onnicomprensiva che intima, spesso allo stesso tempo". Nella sua recensione di Evanescence, Rick Florino di Artistdirect concluse dicendo "Il centro dell'album è l'elegante ballata oscura 'Lost in Paradise'. È in Paradiso che il genio della Lee levita in prima linea e più di spicco. Ha dipinto un intenso quadro di desiderio per la redenzione dallo struggente canto 'We've been falling for all this time and now I'm lost in paradise' (Stiamo cadendo da tutto questo tempo e ora sono persa in paradiso)." In un'altra recensione, ha chiamato la canzone "la straordinaria ballata dell'album". Ciò fu più o meno riecheggiato da Steve Beebee di Kerrang! che chiamò la canzone una "maestosa ballata". Dane Prokofiev di PopMatters disse che la canzone era una delle due con "Erase This" che davvero ha attirato la sua attenzione. Edna Gundersen di USA Today ha messo la canzone nella sua lista di canzoni da considerare per il download. Mark Lepage di Montreal's The Gazette concluse che l'intenzione della Lee era scrivere una canzone per le ragazze.
Chad Grischow di IGN scrisse: "la voce celestiale della Lee si adatta all'ossessione dell'album con la frustrazione emozionante e la devastazione di una rottura, maturando con toni desiderosi di romanticismo come la meravigliosa ballata power Lost in Paradise, dove la sua ansimante voce si sveglia all'inizio come se chiedesse appassionatamente scusa per non aver sostenuto il ragazzo che credeva in lei". Lewis Corner di Digital Spy affermò che la canzone "continua la tendenza di ballata rock dagli occhi neri con una magistrale sessione di violini e testi disperati e sofferti." Un'ulteriore recensione per la canzone fu scritta da Marc Hirsh di The Boston Globe, che affermò che il tempo lento della canzone fornito dal piano e dai violini la rende una lagna dove "la band stessa lascia davvero poco spazio per respirare". Christa Titus di Billboard scrisse che la voce della Lee era "potente e flessibile come non mai" nelle "profonde cantilene che introducono 'Lost in Paradise'".

## Video musicale

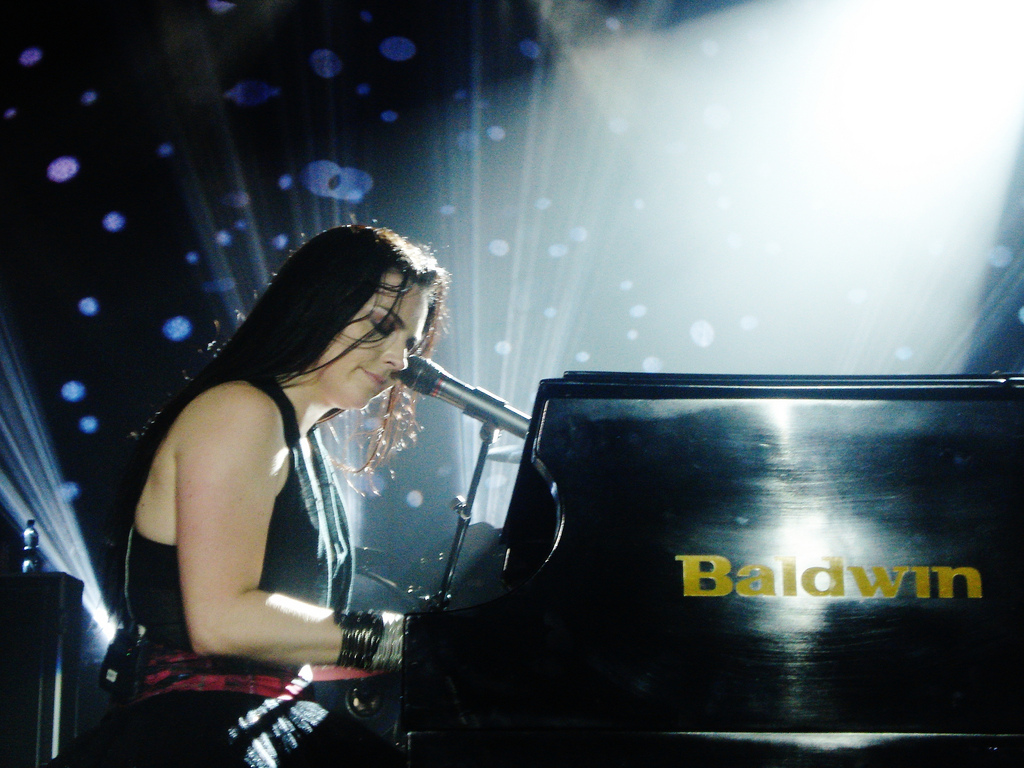
Il video è stato prodotto mettendo insieme le varie registrazioni dei fan effettuate durante il tour mondiale della band.

Il video ufficiale di Lost In Paradise è stato pubblicato nel 2013 sul canale ufficiale di YouTube della band, il giorno di San Valentino. Il video, che si configura come un collage di numerose registrazioni live amatoriali e non, è stato diretto da Blake Judd, prodotto dagli Evanescence, JuddFilms e Milk Products e pubblicato da Todd Tue.
Il videoclip ha visto la luce quasi un anno dopo la pubblicazione effettiva del singolo. Già in un'intervista con Fuse TV (maggio 2012) la band aveva confermato che sarebbe stato sicuramente prodotto un video di questa canzone. Durante la videointervista tenuta dai fan su Google +, Amy aveva dichiarato che avrebbero incominciato a registrare il video subito dopo aver concluso il Carnival Of Madness Tour. Il 10 novembre del 2012, il giorno dopo l'ultimo concerto del tour, Amy postò un annuncio su Twitter, dove invitava tutti i fan a inviare le migliori registrazioni delle esibizioni live della canzone, fatte durante i numerosi concerti del tour mondiale della band.
Quattro mesi dopo l'annuncio, il video fu finalmente pubblicato il giorno di san Valentino (14 febbraio 2013), come omaggio della band per i fan. In un'intervista pubblicata il primo marzo 2013, Amy ha dichiarato quanto per lei fosse importante fare un video sulla canzone anche se con un finanziamento irrisorio:
Un lyric video con il testo della canzone è stato caricato nel canale ufficiale della band su YouTube l'11 maggio 2012.
Il 17 gennaio 2013 il canale YouTube di Amp Rock TV ha caricato una performance live del brano con Amy Lee al pianoforte.

## Tracce
1. Lost in Paradise – 4:43
2. Lost in Paradise (Live) – 4:29
3. My Immortal (Live) – 4:02

## Classifiche
| Classifica (2011-12)       | Posizione massima |
| -------------------------- | ----------------- |
| Austria                    | 71                |
| Canada                     | 89                |
| Italia                     | 31                |
| Regno Unito                | 174               |
| Regno Unito (rock & metal) | 9                 |
| Stati Uniti                | 99                |
| Svizzera                   | 39                |

## Date di pubblicazione
| Paese         | Data           | Formato          | Etichetta       |
| ------------- | -------------- | ---------------- | --------------- |
| Australia     | 25 maggio 2012 | Digital download | Wind-up Records |
| Austria       | 25 maggio 2012 | Digital download | Wind-up Records |
| Belgio        | 25 maggio 2012 | Digital download | Wind-up Records |
| Canada        | 25 maggio 2012 | Digital download | Wind-up Records |
| Danimarca     | 25 maggio 2012 | Digital download | Wind-up Records |
| Finlandia     | 25 maggio 2012 | Digital download | Wind-up Records |
| Grecia        | 25 maggio 2012 | Digital download | Wind-up Records |
| Irlanda       | 25 maggio 2012 | Digital download | Wind-up Records |
| Israele       | 25 maggio 2012 | Digital download | Wind-up Records |
| Italia        | 25 maggio 2012 | Digital download | Wind-up Records |
| Lussemburgo   | 25 maggio 2012 | Digital download | Wind-up Records |
| Messico       | 25 maggio 2012 | Digital download | Wind-up Records |
| Norvegia      | 25 maggio 2012 | Digital download | Wind-up Records |
| Nuova Zelanda | 25 maggio 2012 | Digital download | Wind-up Records |
| Paesi Bassi   | 25 maggio 2012 | Digital download | Wind-up Records |
| Portogallo    | 25 maggio 2012 | Digital download | Wind-up Records |
| Spagna        | 25 maggio 2012 | Digital download | Wind-up Records |
| Svezia        | 25 maggio 2012 | Digital download | Wind-up Records |
| Svizzera      | 25 maggio 2012 | Digital download | Wind-up Records |
| Regno Unito   | 27 maggio 2012 | Digital download | Wind-up Records |
| Francia       | 28 maggio 2012 | Digital download | Wind-up Records |
| Germania      | 28 maggio 2012 | Digital download | Wind-up Records |
| Giappone      | 28 maggio 2012 | Digital download | Wind-up Records |
| Italia        | 8 giugno 2012  | Radio            | Wind-up Records |